# Masters of Horror
Masters of Horror (cu sensul de Maeștrii groazei) este o serie antologică de televiziune de groază din 2005. Serialul a fost creat de regizorul Mick Garris pentru rețeaua TV Showtime. Este format din 2 sezoane, fiecare a câte 13 episoade. Masters of Horror a avut premiera TV la 28 octombrie 2005 cu episodul Incident On and Off a Mountain Road, co-scris și regizat de Don Coscarelli pe baza unei povestiri de Joe R. Lansdale.

## Distribuție
- John DeSantis ca Moonface (episodul Incident pe un drum de munte)
- Bree Turner ca Ellen (episodul Incident pe un drum de munte)
- Angus Scrimm ca Buddy (episodul Incident pe un drum de munte)
- Jeffrey Combs ca Edgar Allan Poe (episodul Pisica neagră)
- Jessica Lowndes ca Peggy (episodul Dansul morților)
- Robert Englund ca M.C. (episodul Dansul morților)
- Jonathan Tucker ca Jak (episodul Dansul morților)
- Jon Tenney ca David Murch (episodul Întoarcerea)
- Robert Picardo ca Kurt Rand (episodul Întoarcerea)
- Norman Reedus ca Kirby (episodul Sfârșitul absolut al lumii)
- Udo Kier ca Bellinger (episodul Sfârșitul absolut al lumii)
- Steven Weber ca Frank Spivey (episodul Jenifer)
- Carrie Anne Fleming ca Jenifer (episodul Jenifer)
- Henry Thomas ca Jamie (episodul Ciocolată)
- Lori Petty ca Judith (episodul Copilul cu păr bălai)
- Angela Bettis ca Ida Teeter (episodul Fata bolnavă)
- Brian Benben ca Dwight Faraday (episodul Creatura)
- Anhtony Griffith ca Officier Jacob Reed (episodul Creatura)
- Cinthia Moura ca La femme daim (episodul Creatura)
- Billy Drago ca Christopher (episodul Dragoste pierdută)
- Michael Ironside ca M. Chaney (episodul Vampirul)
- Elliott Gould ca Barney (episodul Epidemia)
- William Forsythe ca Buster (episodul Toți țipăm după înghețată)
- Ron Perlman ca Dwayne Burcell (episodul Pro-viață)
- Martin Donovan ca Cliff Addison (episodul Dreptul de a muri)
- Meredith Monroe ca Celia (episodul "Familia")
- Jason Priestley ca Allan (episodul "Epidemia")
- Meat Loaf - (episodul "Blănuri")
- Christopher Lloyd - (episodul "Valerie pe scări")
- Misty Mundae
- Warren Kole - (episodul "Autostop")
- Michael Moriarty - (episodul "Autostop")

## Episoade

### Sezonul 1 (2005–06)
| Nr. în serial | Nr. în sezon | Titlu                                                                | Regia           | Scenariu                                                                   | Premiera TV       |
| --- | ------------ | -------------------------------------------------------------------- | --------------- | -------------------------------------------------------------------------- | ----------------- |
| 1 | 1            | „Incident On and Off a Mountain Road (Incident pe un drum de munte)” | Don Coscarelli  | Povestire de: Joe R. Lansdale Scenariu de: Don Coscarelli & Stephen Romano | 28 octombrie 2005 |
| O tânără se confruntă cu un criminal în serie sadic care este deformat, totul lângă un drum închis de munte. Bazat pe o povestire de Joe R. Lansdale. |              |                                                                      |                 |                                                                            |                   |
| 2 | 2            | „Vise în Casa Vrăjitoarei (sau Casa vrăjitoarelor)”                  | Stuart Gordon   | Povestire de: H. P. Lovecraft Scenariu de: Dennis Paoli & Stuart Gordon    | 4 noiembrie 2005  |
| Un student închiriază o cameră veche într-o pensiune și descoperă un plan al unor forțe sinistre din alt univers de sacrificare a copilului vecinei sale. Bazat pe o povestire de H. P. Lovecraft.                                                          |              |                                                                      |                 |                                                                            |                   |
| 3 | 3            | „Dance of the Dead (Dansul morților)”                                | Tobe Hooper     | Povestire de: Richard Matheson Scenariu de: Richard Christian Matheson     | 11 noiembrie 2005 |
| O adolescentă care trăiește într-un sat postapocaliptic se împrietenește cu un grup de golani duri care își petrec timpul într-un bar sinistru în care cadavre reanimate dansează pe scenă.                                                                 |              |                                                                      |                 |                                                                            |                   |
| 4 | 4            | „Jenifer”                                                            | Dario Argento   | Povestire de: Bruce Jones Scenariu de: Steven Weber                        | 18 noiembrie 2005 |
| Un ofițer de poliție salvează viața unei tinere femei foarte deformată, doar pentru a ajunge el însuși prins într-o rețea de crime și de auto-distrugere deoarece îi este greu să se despartă de această femeie.                                            |              |                                                                      |                 |                                                                            |                   |
| 5 | 5            | „Ciocolată”                                                          | Mick Garris     | Povestire de: Mick Garris Scenariu de: Mick Garris                         | 25 noiembrie 2005 |
| Un tânăr recent divorțat, după ce a mâncat o bucățică de ciocolată, începe să vadă lumea înconjurătoare prin simțurile unei femei pe care nu a întâlnit-o niciodată. Dar încercarea sa de a o vedea față-în-față are consecințe drastice.                   |              |                                                                      |                 |                                                                            |                   |
| 6 | 6            | „Homecoming (Întoarcerea)”                                           | Joe Dante       | Povestire de: Dale Bailey Scenariu de: Sam Hamm                            | 2 decembrie 2005  |
| Satiră politică în care cadavrele reanimate ale unor soldați uciși în Irak se reîntorc într-o încercare de a influența alegerile prezidențiale din Statele Unite.                                                                                           |              |                                                                      |                 |                                                                            |                   |
| 7 | 7            | „Deer Woman (Creatura)”                                              | John Landis     | Max Landis & John Landis                                                   | 9 decembrie 2005  |
| Un detectiv de poliție investighează o serie de crime brutale care sunt comise de o creatură străveche, care are forma unei femei frumoase. Povestea este bazată pe mitologia nativilor americani.                                                          |              |                                                                      |                 |                                                                            |                   |
| 8 | 8            | „Cigarette Burns (Sfârșitul absolut al lumii)”                       | John Carpenter  | Drew McWeeny & Scott Swan                                                  | 16 decembrie 2005 |
| Un om caută ultima înregistrare care s-a mai păstrat dintr-un film rar, despre care se presupune că ar provoca privitorului accese de nebunie criminală. |              |                                                                      |                 |                                                                            |                   |
| 9 | 9            | „Fair Haired Child (Copilul cu păr bălai)”                           | William Malone  | Matt Greenberg                                                             | 6 ianuarie 2006   |
| Un adolescent rebel este răpit de un cuplu ciudat și este închis într-un subsol împreună cu fiul acestora care are un secret întunecat. |              |                                                                      |                 |                                                                            |                   |
| 10 | 10           | „Sick Girl (Fata bolnavă)”                                           | Lucky McKee     | Poveste de: Sean Hood Scenariu de: Sean Hood and Lucky McKee               | 13 ianuarie 2006  |
| Un pasionat de insecte-femele începe o aventură cu o altă femeie, dar se trezește implicat într-o relație cu o insectă destul de agresivă. |              |                                                                      |                 |                                                                            |                   |
| 11 | 11           | „Pick Me Up (Autostop)”                                              | Larry Cohen     | Povestire de: David J. Schow Scenariu de: David J. Schow                   | 20 ianuarie 2006  |
| Doi criminali în serie (unul care ucide autostopiști, un altul care ucide orice șofer care îl ia cu mașina) intră în conflict din cauza ultimei lor victime.                                                                                                |              |                                                                      |                 |                                                                            |                   |
| 12 | 12           | „Haeckel's Tale (Povestea lui Haeckel)”                              | John McNaughton | Povestire de: Clive Barker Scenariu de: Mick Garris                        | 27 ianuarie 2006  |
| În anii 1850, un om pleacă la drum pentru a-și vizita tatăl său bolnav aflat în nordul statului New York. Pe drum caută adăpost într-o cabană izolată aflată pe proprietatea unui cuplu misterios și ajunge să fie implicat într-o orgie bizară cu strigoi. |              |                                                                      |                 |                                                                            |                   |
| 13 | 13           | „Imprint (Dragoste pierdută)”                                        | Takashi Miike   | Roman "Bokkê, kyôtê" by: Shimako Iwai Scenariu de: Daisuke Tengan          | 25 februarie 2006 |
| Un turist american din secolul al XIX-lea primește mai mult decât se aștepta în timp ce caută o prostituată japoneză de care se îndrăgostise cu ani în urmă.                                                                                                |              |                                                                      |                 |                                                                            |                   |

### Sezonul 2 (2006–07)
| Nr. în serial | Nr. în sezon | Titlu                                                     | Regia            | Scenariu                                                                      | Premiera TV       |
| --- | ------------ | --------------------------------------------------------- | ---------------- | ----------------------------------------------------------------------------- | ----------------- |
| 14 | 1            | „The Damned Thing (Blestemăția)”                          | Tobe Hooper      | Povestire de: Ambrose Bierce Scenariu de: Richard Christian Matheson          | 27 octombrie 2006 |
| Poveste apocaliptică a unei forțe monstruoase, invizibile, care devastează familia șerifului Kevin Reddle și terorizează o mică comunitate din Texas. Bazat pe o povestire omonimă de Ambrose Bierce. |              |                                                           |                  |                                                                               |                   |
| 15 | 2            | „Family (Familia)”                                        | John Landis      | Brent Hanley                                                                  | 3 noiembrie 2006  |
| Prezintă povestea unui cuplu de tineri care se mută într-un alt oraș în căutarea unei noi vieți. Dar, în curând, vor afla că vecinul lor nu este ceea ce pare. |              |                                                           |                  |                                                                               |                   |
| 16 | 3            | „The V Word (Vampirul)”                                   | Ernest Dickerson | Mick Garris                                                                   | 10 noiembrie 2006 |
| Acest episod cu vampiri prezintă pedeapsa de care au parte doi adolescenți care iau o decizie foarte proastă de a pătrunde într-o morgă unde se confruntă cu un vampir adevărat. |              |                                                           |                  |                                                                               |                   |
| 17 | 4            | „Sounds Like (Sunete)”                                    | Brad Anderson    | Povestire de: Mike O'Driscoll Scenariu de: Brad Anderson                      | 17 noiembrie 2006 |
| Povestea lui Larry Pearce, un om obișnuit care este binecuvântat cu darul/blestemul unui auz extraordinar. Acest lucru îl duce la un pas de nebunie și-l obligă să ia măsuri violente pentru a opri cacofonia oribilă din mintea sa. |              |                                                           |                  |                                                                               |                   |
| 18 | 5            | „Pro-Life (Pro-viață)”                                    | John Carpenter   | Drew McWeeny & Scott Swan                                                     | 24 noiembrie 2006 |
| Prezintă povestea unei tinere femei care este gravidă. Aceasta este închisă într-o clinică pentru avorturi de către familia sa criminală, dar descoperă curând ceva și mai periculos decât urmăritorii ei: secretul demonic ce-l poartă în ea. |              |                                                           |                  |                                                                               |                   |
| 19 | 6            | „Pelts (Blănuri)”                                         | Dario Argento    | Povestire de: F. Paul Wilson Scenariu de: Matt Venne                          | 1 decembrie 2006  |
| Negustorul de blănuri Jake Feldman știe că nu se poate face o haină fără a se rupe gâtul câtorva animale. În căutarea sa de a face haina perfectă pentru a câștiga inima unei femei, Feldman fură pieile unor ratoni supranaturali care reacționează violent împotriva celor care le râvnesc. |              |                                                           |                  |                                                                               |                   |
| 20 | 7            | „The Screwfly Solution (Epidemia)”                        | Joe Dante        | Povestire de: James Tiptree, Jr. Scenariu de: Sam Hamm                        | 8 decembrie 2006  |
| Prezintă povestea unei boli de coșmar care se răspândește pe tot globul, transformând oamenii în criminali turbați care atacă toate femeile cu care se întâlnesc. |              |                                                           |                  |                                                                               |                   |
| 21 | 8            | „Valerie on the Stairs (Valerie pe scări)”                | Mick Garris      | Povestire de: Clive Barker Scenariu de: Mick Garris                           | 29 decembrie 2006 |
| Valerie pe scări spune povestea unui scriitor care a închiriat o cameră ieftină pentru a scrie un roman. Acesta descoperă că există o soartă mult mai rea decât anonimatul său literar atunci când întâlnește o femeie misterioasă și un demon supraveghetor născut din imaginația a trei chiriași. |              |                                                           |                  |                                                                               |                   |
| 22 | 9            | „Right to Die (Dreptul de a muri)”                        | Rob Schmidt      | John Esposito                                                                 | 5 ianuarie 2007   |
| După ce a fugit dintr-un accident auto care a lăsat-o pe soția sa în comă, fiind ținută în viață de aparate, un om trebuie să decidă dacă s-o lase pe soția sa să moară. Dar situația devine și mai groaznică atunci când spiritul ei răzbunător amenință că va dezvălui un secret murdar din viața acestuia. |              |                                                           |                  |                                                                               |                   |
| 23 | 10           | „We All Scream for Ice Cream (Toți țipăm după înghețată)” | Tom Holland      | Povestire de: John Farris Scenariu de: David J. Schow                         | 12 ianuarie 2007  |
| În anii 1950, un om care vinde înghețată machiat ca un clovn este ucis accidental într-o farsă nereușită a unor copii. Acum, după mulți ani, după ce copiii au crescut, fantoma sa se întoarce pentru a se răzbuna pe aceștia. |              |                                                           |                  |                                                                               |                   |
| 24 | 11           | „The Black Cat (Pisica neagră)”                           | Stuart Gordon    | Povestire de: Edgar Allan Poe Scenariu de: Dennis Paoli & Stuart Gordon       | 19 ianuarie 2007  |
| În 1841, în Philadelphia, Edgar Allan Poe, care are o lipsă acută de inspirație și ajunge lefter, este chinuit de pisica neagră a soției sale care fie îi va distruge viața fie îl va inspira să scrie una dintre cele mai faimoase povestiri ale sale. |              |                                                           |                  |                                                                               |                   |
| 25 | 12           | „The Washingtonians (Scrisoarea lui George Washington)”   | Peter Medak      | Povestire de: Bentley Little Scenariu de: Richard Chizmar & Johnathon Schaech | 26 ianuarie 2007  |
| Un bărbat își dă seama că familia sa este în pericol după ce descoperă un secret șocant despre părinții fondatori ai Statelor Unite ale Americii, acela că o societate secretă are o înclinație satanică de a păstra un secret cu orice preț. |              |                                                           |                  |                                                                               |                   |
| 26 | 13           | „Dream Cruise (Croaziera de vis)”                         | Norio Tsuruta    | Povestire de: Kôji Suzuki Scenariu de: Naoya Takayama & Norio Tsuruta         | 2 februarie 2007  |
| Jack, un avocat american care lucrează în Tokyo, s-a îndrăgostit de soția clientului său cel mai valoros, Eiji. În ciuda temerii adânc înrădăcinate a lui Jack de mare, el acceptă fără tragere de inimă invitația lui Eiji de a însoți cuplul într-o excursie de o zi prin Golful Tokyo. Plăcerea se transformă încet-încet în teroare atunci când aceștia descoperă destinul rezervat pentru fiecare dintre ei. |              |                                                           |                  |                                                                               |                   |

## Premii și nominalizări
| An   | Premiu            | Rezultat     | Categorie                                                                           | Acordat lui     | Note                                                                                            |
| ---- | ----------------- | ------------ | ----------------------------------------------------------------------------------- | --------------- | ----------------------------------------------------------------------------------------------- |
| 2006 | Premiul Saturn    | Câștigat     | Cea mai bună prezentare de televiziune                                              | -               | Împărțit cu Triunghiul                                                                          |
| 2007 | Premiul Saturn    | Nominalizare | Cea mai bună prezentare de televiziune                                              | -               | -                                                                                               |
| 2007 | Premiul Saturn    | Câștigat     | Cel mai bun serial de televiziune lansat pe DVD                                     | -               | -                                                                                               |
| 2006 | Premiul Emmy      | Nominalizare | Compoziția unei muzici remarcabile pentru un serial TV (muzică originală dramatică) | Richard Band    | Pentru episodul "Dreams in the Witch House"                                                     |
| 2006 | Premiul Emmy      | Câștigat     | Temă muzicală principală remarcabilă originală                                      | Edward Shearmur | -                                                                                               |
| 2007 | Premiul Satellite | Câștigat     | Cel mai bun extras DVD (Sezonul 1)                                                  | -               | Împărțit cu Borat: Cultural Learnings of America for Make Benefit Glorious Nation of Kazakhstan |